# Soluția

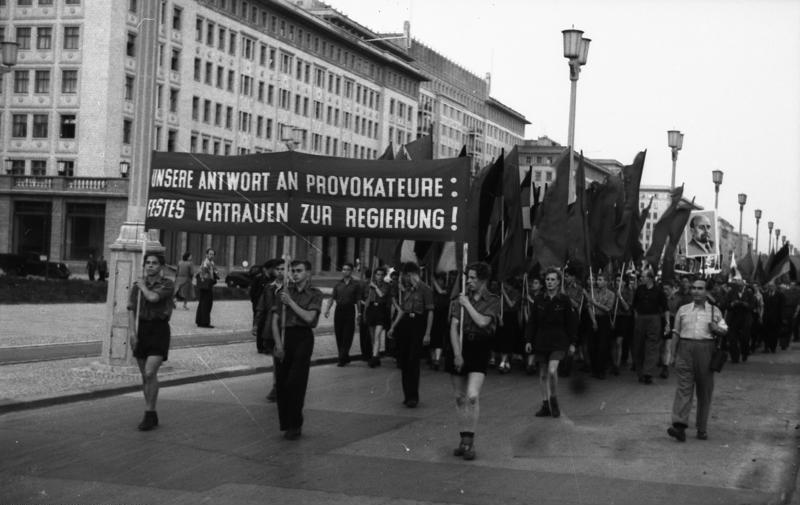
O demonstrație pe Aleea Stalin în 1953

„Soluția” este un poem satiric german de Bertolt Brecht despre revolta est-germană din 1953. Scris la mijlocul anului 1953, el are un accent critic la adresa guvernului și nu a fost publicat atunci. A fost publicat pentru prima dată în 1959 în ziarul vest-german Die Welt.

## Text
| Die Lösung | Soluția |
| --- | --- |
| Nach dem Aufstand des 17. Juni Ließ der Sekretär des Schriftstellerverbands In der Stalinallee Flugblätter verteilen Auf denen zu lesen war, daß das Volk Das Vertrauen der Regierung verscherzt habe Und es nur durch verdoppelte Arbeit zurückerobern könne. Wäre es da Nicht doch einfacher, die Regierung Löste das Volk auf und Wählte ein anderes? | După revolta din 17 iunie Secretarul Uniunii Scriitorilor A distribuit pe Aleea Stalin broșuri în care arăta că poporul Și-a pierdut încrederea guvernului Și că nu o poate recâștiga decât dacă muncește de două ori mai mult. Nu ar fi mai simplu dacă guvernul Ar dizolva poporul și Ar alege altul? |